# Lluís Ballús i Planas
Lluís Ballús i Planes (Prats de Lluçanès, 26 de juny de 1952 - Berga, 2015) fou un metge, cirurgià i activista en pro de la independència de Catalunya.

## Biografia
Tot i que va néixer a Prats de Lluçanès, Lluís Ballús era membre d'una família berguedana i va viure a Berga. Els seus pares van anar a Prats de Lluçanès per a tenir-lo per amistat i confiança amb el seu metge. Va estudiar estudis primaris i secundaris a la Salle i a l'Acadèmia Farguell de Berga. Va cursar la carrera de medicina a la Universitat de Barcelona, en la que es va llicenciar el 1976. Posteriorment va cursar el MIR a l'Hospital Clínic de Barcelona i fou professor d'anatomia de la Universitat de Barcelona a Mataró. El 1980 va esdevenir especialista en cirurgia general i digestiva i el 1981 ho feu en cirurgia de l'aparell digestiu.
Va exercir de cirurgià a l'Hospital Sant Bernabé de Berga des de finals de la dècada de 1970. El 1991 va deixar l'Hospital Sant Bernabé i va esdevenir el cap clínic de cirurgia del Centre Hospitalari de Manresa, lloc en va ser l'introductor de la cirurgia laparoscòpica a la Catalunya Central. El 2006 retornà a l'Hospital Sant Bernabé, després de tensions degudes a la unificació dels hospitals manresans a través de la Fundació Althaia. A Berga va esdevenir cap del Servei. A més a més, des de la dècada de 1980 tenia la plaça de cirurgià del CAP de Berga i la de la MTE (Mutuam) i va exercir com a metge privat a la ciutat de Berga.
Els seus companys metges li reconeixien la seva habilitat especial en la cirurgia oberta i laparoscòpica abdominal, en la cirurgia de la tiroides i en la cirurgia ano-rectal.
Entre el 1986 i el 2010 fou el president de la Junta Comarcal del Berguedà del Col·legi Oficial de Metges de Barcelona, de la que també era membre de la seva Assemblea de Compromisaris.
Lluís Ballús també fou guitarrista i fou membre de diverses bandes musicals, entre elles, els Caducats, Vintage i Cridan's. També fou presentador d'un programa dedicat a la música de Radio Berga.
El 14 de febrer de 2015 es va celebrar a l'església parroquial de Santa Eulàlia de Berga el funeral de Lluís Ballús que havia mort als 62 anys per una malaltia irreversible. Lluís Ballús va morir de càncer l'11 de febrer del 2015.

### Política i activisme catalanista
Lluís Ballús va participar en diversos partits polítics abans de formar part del secretariat nacional de l'Assemblea Nacional Catalana. També fou membre d'associacions com l'Àmbit de Recerques del Berguedà i Òmnium Cultural, entre d'altres. A banda també participava activament en la Patum de Berga.
A finals dels anys vuitanta va formar part del partit Alternativa Berguedana Independent (ABI) per ajudar a que millorés la gestió de l'Hospital Sant Bernabé. Com que no va aconseguir la seva fita, va anar a exercir al Centre Hospitalari de Manresa.
Lluís Ballús va ser activista polític a l'ABI i a Esquerra Republicana de Catalunya abans de passar a formar part de l'ANC.
El 2006 Lluís Ballús va viatjar a l'Índia, a on va conèixer a Vicenç Ferrer, que el va fer-se plantejar una nova perspectiva del món i de la gent.
El 2010 Lluís Ballús va formar part de la llista del partit Reagrupament Independentista a les eleccións pel Parlament de Catalunya.
Quan ja estava greument malalt, Lluís Ballús va fer una carta animant al vot a la Consulta sobre la independència de Catalunya del 9 de novembre de 2014.